# NGC 6642
NGC 6642 es un pequeño cúmulo globular en la constelación de Sagitario a 25.000 años luz de la Tierra.
Se encuentra muy próximo al centro galáctico, a sólo 5.500 años luz, situado espacialmente en la protuberancia galáctica. Es un candidato para ser uno de los pocos genuinos cúmulos antiguos pobres en metales. De hecho, podría ser uno de los cúmulos más viejos de toda nuestra galaxia.
Fue descubierto por William Herschel el 7 de agosto de 1784.